# Adco
Adco was een Nederlandse aardewerkfabriek: de N.V Groninger Steenfabrieken "ADCO" Aardewerk, Ruischerbrug. De fabriek produceerde van circa 1920 tot en met 1977. 
Veel soorten gebruiksvoorwerpen werden vervaardigd, maar later in hoofdzaak vazen, bloempotten en schalen voor bloemstukken, waarvoor grijs- en roodbakkende klei werd gebruikt. Soms waren vazen aan de buitenzijde glad, soms ook was bijna de hele buitenzijde voorzien van horizontale ribbels. Een model werd meestal in meerdere formaten gemaakt, oplopend van klein naar groot. Alle modellen waren steeds voorzien van een ingedrukt modelnummer. De glazuren waren vaak zijdeglanzend en in bescheiden, niet opdringerige kleuren. 
Adco werd in 1970 door De Porceleyne Fles opgekocht, en in 1977 geliquideerd.